# Delfzijl
Delfzijl (en groningois : Delfziel) est une ville et une commune néerlandaise située dans la province de Groningue, au sud de l'estuaire de l'Ems. Avec 25 000 habitants, elle est la quatrième plus grande ville de la province. En 1990, la commune a fusionné avec les communes de Termunten et de Bierum.

## Géographie
La ville est située à l'extrémité nord-est des Pays-Bas, sur la rive gauche de l'estuaire de l'Ems, en face du territoire allemand et à 25 km de Groningue.
Elle est principalement desservie par les routes nationales 360, qui la relie à Groningue, et 33 en direction du sud, vers l'autoroute A7 et Assen.
| Loppersum        | Het Hogeland | Krummhörn (Basse-Saxe - Allemagne) |
| Appingedam       | Delfzijl     | Emden (Basse-Saxe - Allemagne)     |
| Midden-Groningue | Oldambt      |                                    |

## Histoire

### Origine et création d'un port
Le nom "Delfzijl" signifie Zijl (= écluse) dans le Delf (= l'ancien nom du Damsterdiep). Delfzijl a été fondée au XIIIe siècle lorsqu'une écluse a été construite sur le Delf. Néanmoins, la zone où se trouve aujourd'hui Delfzijl était habitée depuis longtemps. En 1982, un dolmen a été trouvé dans les environs immédiats de Delfzijl, sous la motte du monastère d'Heveskes (nl) à l'est de Delfzijl. C'est une indication de la présence humaine dans la région de Delfzijl.
Le nom Delfzijl est mentionné pour la première fois dans une charte du 19 juin 1303. À l'origine, il y avait trois dérivations (écluses) sur le Delf. Celles-ci s'appelaient Slochterzijl, Scharmerzijl et Dorpsterzijl. On parle donc aussi des "drie Delfzijlen" (ou Trois Delfzijlen). Les trois écluses faisaient partie du General Zijlvest der Drie Delfzijlen, un organisme de gestion des eaux de la province de Groningue. Ce lieu proche des trois écluses est rapidement devenu un lieu habitable dès lors qu'un éclusier a été nommé. Ce fut le début de la création de l'actuel Delfzijl.
Au Moyen Âge, il y avait plusieurs garants dans les environs de Delfzijl, notamment à Uitwierde.
Vers 1400, il existait déjà une entreprise portuaire primitive près de Delfzijl pour le transbordement des navires de mer sur de plus petits bateaux de navigation intérieure. Le port de Delfzijl est mentionné dans divers écrits maritimes à partir du XVIe siècle. Delfzijl était un refuge naval important pour les Pays-Bas lorsque les ports de Hollande et de Zélande étaient dangereux en raison des conflits. En 1591, le Prince Prince Maurits visita le port avec une flotte de 150 navires. Quelques décennies plus tard, Piet Hein visita Delfzijl avec la "Silver Fleet". Au cours de la Seconde Guerre anglo-néerlandaise en 1665, Michiel de Ruyter entre dans le port de Delfzijl avec la flotte des Antilles et trente navires qu'il a capturés. En 1705, la flotte du Groenland avec 96 navires et un butin de 1 100 baleines se réfugie à Delfzijl par crainte d'une flotte de guerre française.
En raison de son emplacement sur la côte, Delfzijl était et reste toujours vulnérable aux inondations. En 1597, 1686, 1717 (déluge de Noël) et 1825, il y eut des inondations et des ruptures de digues. Encore aujourd'hui, au XXIe siècle, les portes de la digue près de Delfzijl ont dû être fermées à plusieurs reprises pour éviter que la ville ne soit inondée. Un mémorial a été placé dans la porte d'eau en bout de la Havenstraat, qui indique la hauteur du niveau d'eau atteint en 1962. Le plus haut niveau d'eau a été mesuré en novembre 2006. En raison d'une tempête du nord-ouest, l'eau était montée à 4,83 mètres au-dessus du NAP à marée haute. L'ancien record de 4,50 mètres datait de 1825.

### Fortification de Delfzijl

#### Moyen Âge
Les trois écluses du Delf formaient un point stratégique important. Elles n'étaient pas seulement utilisées pour rejeter l'eau de l'intérieur des terres dans la mer, mais pouvaient également être utilisés pour laisser l'eau de mer s'écouler vers la terre. De plus, une route commerciale importante depuis la ville de Groningue pourrait être contrôlée depuis Delfzijl. Le trafic maritime sur l'Ems était également surveillé, ce qui signifiait que la navigation vers le port d'Emden pouvait être entravée. Le port de la ville a également servi de base pour une grande flotte.
Vers 1414, le seigneur de guerre de la Frise orientale Keno tom Brok construisit une maison fortifiée à Delfzijl, qui fut probablement démolie l'année suivante. En 1499, le comte Edzard Ier de Frise orientale a construit un fortin militaire à Delfzijl. En 1501, les troupes de Groningue ont conquis la redoute, mais les troupes de la Frise orientale ont réussi à reprendre celle-ci la même année. En 1514, la redoute inachevée de Delfzijl a été capturée par les troupes de la Frise orientale dirigées par Otto van Diepholt pour le comte Edzard Ier, après la fuite des occupants. Le duc Georges de Saxe a envoyé 4 000 soldats d'Oldenbourg et a repris la forteresse, pillé la redoute et y a mis le feu. En 1515, les troupes d'Edzard Ier ont réussi à reprendre la forteresse, mais après sa défaite dans la querelle saxonne près de Detern en 1516, il a dû quitter la forteresse, après quoi les troupes groninguoises l'ont fait démolir.
En 1534, les troupes de la Frise orientale entreprirent un dernier raid sur Farmsum, et une nouvelle forteresse fut construite près de Delfzijl. En 1536, les Frisons orientaux reconnurent l'empereur Charles Quint comme seigneur et cette fortification fut prise par son général Schenck van Toutenburg.

#### Guerre de Quatre-Vingt Ans
Après la bataille navale sur l'Ems (nl), le duc d'Albe visita Delfzijl le 25 juillet 1568. Il vit l'importance stratégique et le danger d'éventuels raids des Gueux de mer et envisagea donc de construire une grande forteresse avec Farmsum sous le nom de «Marsburg». À l'origine, il avait l'intention de faire une forteresse à laquelle appartiendraient Delfzijl, Farmsum et Appingedam. C'était tout à fait contre la volonté de la ville de Groningue et le projet a été annulé en raison des récriminations insistantes et répétées. Cependant, à partir de 1569, un retranchement de fortune avec 4 bastions et un fossé de 30 mètres de large est érigé et une garnison y est stationnée. En 1572, De Robles fit renforcer la forteresse en ajoutant des bastions et des douves dans la zone située entre les écluses et le retranchement. Cependant, la forteresse est restée faible en raison de la grande distance de l'Ems, de sorte que tout soutien de l'artillerie des navires n'était pas possible. Avec la pacification de Gand en 1576, le comte de Rennenberg fit enlever la redoute en 1577 aux troupes espagnoles conduites par Caspar de Robles, qu'il envoya à Leeuwarden. Il fit ensuite démanteler les défenses et, quelque temps plus tard, chargea Johan van den Kornput (nl) de faire des plans pour la fortification de Delfzijl. Ce plan n'a pas été immédiatement mis en œuvre. Rennenberg avait d'abord établi une redoute à quatre remparts construite par Berthold Entens van Mentheda (nl) en 1580, entourée d'un fossé, le fameux « Oude Schans » (Vieux Fort). Celui-ci mesurait 100 mètres sur 100 et était située à l'endroit où le centre ville de l'actuel Delfzijl surgirait plus tard. Après la défection de Rennenberg au camp espagnol lors du siège de Delfzijl (1580), la forteresse fut prise par ses troupes espagnoles dirigées par Schenk van Nydeggen.
En 1591, la forteresse fut reprise (nl) lorsque Delfzijl fut capturée par le prince Maurits dans le cadre de la guerre de la redoute de Groningue. Il veille à ce que la redoute soit renforcée, afin que le plan de Van den Kornput puisse encore être exécuté. La forteresse existante de Delfzijl était entourée d'une nouvelle forteresse à cinq bastions côté terre, entourée d'un large fossé. Du nord-est en passant par l'ouest vers le sud, ce furent successivement le Schippersbolwerk (nord-est), le Kaspersbolwerk ou Holwierderbolwerk (nord), le Provoostbolwerk ou Uitwierderbolwerk (nord-ouest), le Jonkersbolwerk ou Komandeursbolwerk (ouest), le Damsterbolwerk (sud-ouest) et le Farmsumerbolwerk (sud). Du côté de la mer, un large parapet a été construit le long du port avec le Grote Waterpoort (qui a été rénové en 1833). Le tout était entouré d'un fossé de 40 mètres de large. Du côté sud, le port était couvert par le nouvel ouvrage à corne de Kostverloren avec un bastion entier (le bastion de Kostverloren au sud) et un demi-bastion (au sud-est). Entre les forteresses se trouvaient plusieurs portes vers l'extérieur : la Landpoort entre le Provoost et la forteresse des Jonkers était la porte principale, la Waterpoort ou Havenpoort et la Kleine Waterpoort ou Ruyterpoort donnaient accès au port à l'est et la Farmsumerpoort donnait accès depuis la forteresse de Delfzijl à l'ouvrage à corne.
En 1594, une unité militaire de 1 000 hommes dirigée par Francisco Verdugo tenta sans succès de reprendre la forteresse de Delfzijl. Cette attaque faillit réussir car il réussit à attirer la garnison vers le Damsterbolwerk, tandis qu'il lancait une attaque via l' Oosterbolwerk, qui fut déjouée de justesse par un petit groupe de soldats avec l'aide d'un navire de guerre stationné au large de la côte. Avec le siège de Groningue, de cette année-là jusqu'en 1643, une garnison d'occupation frisonne y a été stationnée.
Le 5 juillet 1595, à la suite de la révolution d'Emden (de), un traité reconnaissant l'indépendance, les droits et les franchises de cette ville guidée par son syndic municipal le célèbre philosophe Johannes Althusius soutenu par les Provinces Unies fut signé à Delfzijl entre la ville calviniste d'Emden et Edzard II, comte luthérien de Frise orientale, .

#### Histoire moderne
Les plans du XVIIe siècle visant à renforcer davantage la forteresse en construisant également des bastions du côté sud, en ouvrant complètement le port et en construisant une route couverte n'ont pas été mis en œuvre. Même après qu'il s'est avéré que Bernhard von Galen s'était vu offrir de l'argent de l'Angleterre, en 1665, s'il voulait conquérir Delfzijl, ce projet a échoué parce que les troupes des Provinces-Unies ont menacé de couper ses lignes d'approvisionnement et il a été contraint de se retirer. Lors de sa deuxième tentative de la Terrible Année 1672, Delfzijl réussit à empêcher une attaque en inondant la zone du côté sud en ouvrant les écluses et en perçant la digue du Damsterdiep. L'arrivée de la flotte des Indes orientales dirigée par l'amiral Arnoud van Overbeek, transportant de la poudre et d'autres munitions, qui s'était réfugiée à Delfzijl, a encore renforcé l'occupation. En 1686, l'une des forteresses a été emportée lors du déluge de la Saint-Martin (nl). En 1696, la forteresse fut renforcée par Menno van Coehoorn. Dans la forteresse, les maisons étaient situées sur quelques rues principales (la Landstraat et la  Waterstraat) et quelques rues transversales (comme sur la Marktstraat) et au nord de celle-ci sur la zone d'entraînement De Vennen pour les soldats de la garnison. L'église de garnison de Delfzijl a été construite en 1614 sur la petite île de Conijnenbergh à l'intérieur de la forteresse, mais à l'extérieur de l'ancienne forteresse. En 1715, un nouveau portail navigable a été construit sur le site de l'ancienne Waterpoort.
Au milieu du XVIIIe siècle, les menaces extérieures ne se focalisent sur la forteresse. À partir de 1773, l'artillerie y est stationnée. Pendant la quatrième guerre anglo-néerlandaise, on craignait que les troupes anglaises ne débarquent à Delfzijl. C'est pourquoi les batteries côtières autour de Delfzijl étaient occupées et des sentinelles étaient postées et un navire de garde y stationnait.
À l'époque de l'occupation française, une garnison française est établie à Delfzijl et on commence à fortifier la forteresse. Quatre batteries ont été placées pour couvrir le front de Kostverloren et aussi pour intégrer Farmsum dans le périmètre de la forteresse. Une cinquième batterie a été placée à l'extérieur du bastion gauche et la Noordbatterij a été construite contre la digue devant l' Uitwierderbolwerk. De plus, sur toutes les batteries, entre autres, des emplacements de canons et des poudrières ont été installés. Ces fortifications étaient prêtes en 1796. En 1799, une caserne est construite et un bataillon de « combattants verts » y est stationné, dirigé par les capitaines baron Chassé et Cort Heyligers. Cependant, la forteresse devait faire face aux inondations. Pour le reste, elle était considérée comme faible. En 1806, la forteresse reçut la visite du ministre français de la Marine Decrès et de l'amiral hollandais De Winter pour préparer la construction d'une grande forteresse. En 1811, Delfzijl est désignée comme nouvelle commune et la forteresse est considérablement renforcée avec, entre autres, un fortin sur la batterie nord, un four pour fabriquer des obus "incandescents" sur le Schippersbolwerk, plusieurs casemates et poudrières à la base des remparts et des renforts sur l'ouvrage à corne. Des bastions extérieurs ont été construits devant la Landpoort et un deuxième fossé y a été creusé. En 1812, Napoléon désigna Delfzijl avec Fort Lasalle (nl) près de Den Helder comme "les points de résistance". Jusqu'après l'exil de Napoléon à l'île d'Elbe, la place était occupée par une unité de troupes françaises dirigée par Pierre Maufroy (nl). En 1813, 1 400 soldats français y étaient stationnés. En 1814, les cosaques, la Prusse et l'infanterie néerlandaise ont remporté le siège de Delfzijl sous les ordres du colonel Marcus Busch (nl). Cependant, les assiégeants ont subi de grandes pertes. Ce n'est qu'après que le commandant français a reçu la lettre officielle annonçant que l'empereur s'était rendu, qu'il a remis la place aux assiégeants le 23 mai. Les raids français avaient causé de lourdes destructions dans les environs de Delfzijl et la ville elle-même a aussi subi de lourds dommages. L'église de la garnison a ainsi dû être reconstruite.
En 1819, le roi Guillaume Ier accorda à Delfzijl le statut de ville sans droit de vote (donc avec des droits urbains), qui fut officialisé en 1825 (avec Winschoten). Celui-ci n'avait qu'une valeur symbolique, le droit de cité ayant en fait déjà été aboli à l'époque française.
En 1833, la Waterpoort de 1715 a été remplacée par l'actuelle Grote Waterpoort. Deux ans plus tard, la forteresse est fortement endommagée par le déluge de Noël. La forteresse de Delfzijl a conservé son statut durant la première moitié du XIXe siècle et était considérée comme un ouvrage de première classe selon le Kringenwet, tandis que les batteries autour de Farmsum appartenaient à la deuxième classe. Cependant, dans la loi sur les fortifications de 1874, toutes les fortifications ont été jugées superflues, après quoi elles ont été complètement démolies entre 1877 et 1886. En 1878, les douves nord de la forteresse furent également détruites. Seule une partie des douves ouest a été conservée.
Dans les années 1950, on a fait des projets portuaires, parce qu'on pensait que Delfzijl serait le port alternatif aux ports d'Amsterdam, Rotterdam et Brême. Ce projet a été un grand échec. L'infrastructure est désormais mauvaise et les entreprises n'ont pas été suffisamment intéressées pour maintenir le port au niveau souhaitable.
En 1992 la ville reçoit le Prix de l'Europe.
La mauvaise position de Delfzijl a créé un climat politique très instable. En 2003, l'équipe municipale sortante a été battue. En 2004, a eu lieu un référendum de consultation pour élire un nouveau maire (normalement, le maire est nommé par le souverain régnant). Les candidates (deux femmes) ont fait une campagne très intensive, mais la confiance des habitants n'était pas grande. Seulement 35 % ont voté et la candidate socialiste a été élue avec 64 % des votes.

## Maigret
Depuis 1966 une statue de Maigret, réalisée par le sculpteur Pieter d'Hont, se trouve à Delfzijl, puisque Georges Simenon a prétendu qu'il avait écrit son premier roman de la série Maigret ici.
Le roman mettant en scène Maigret « Un crime en Hollande » s'y déroule.

## Liens externes

Plan détaillé de la commune de Delfzijl

## Jumelage
- Le Havre (France)
- Aubenas (France)
- Cesenatico (Italie)
- Schwarzenbek (Allemagne) depuis 1960 (jusqu'à 2009)[9]
- Sierre (Suisse)
- Zelzate (Belgique)
- Shūnan (Japon)